# دين ستوكس
دين ستوكس (بالإنجليزية: Dean Stokes)‏ هو لاعب كرة قدم ومدرب كرة قدم بريطاني في مركز الدفاع، ولد في 23 مايو 1970 في برمنغهام في المملكة المتحدة. لعب مع بورت فايل ونادي روتشديل.

## وصلات خارجية
- دين ستوكس على موقع قاعدة بيانات كرة القدم.إي يو (الإنجليزية)
- دين ستوكس على موقع Soccerbase.com (لاعب) (الإنجليزية)